# Prieuré Saint-Lô
Pour les articles homonymes, voir Prieuré Saint-Lô.
L'ancien prieuré Saint-Lô est situé au centre de la vieille ville de Rouen, à l'actuel emplacement du lycée Camille-Saint-Saëns.
Le portail fait l’objet d’une inscription au titre des monuments historiques depuis le 13 juillet 1926.

## Historique
Selon la légende, Saint-Mellon aurait fondé une église à l'emplacement d'un temple gallo-romain dédié à Roth. Ce qui est sur, c'est qu'il a été construit sur les thermes antiques de la ville, comme l'attestent les fouilles réalisées en 1966 puis en 1991-1993.
Une première église est dédiée à Saint-Sauveur et à la Trinité. Elle est cédée en 913 par Rollon aux chanoines de la cathédrale de Coutances, faisant ainsi partie de l'« exemption de Coutances ». À la suite des invasions normandes, l'évêché vient s'y réfugier avec les reliques de Saint-Lô et Saint-Romphaire. Elle devint la cathédrale Saint-Lô jusqu'en 1050, quand l'évêque put regagner Coutances. En 1143/1144, la collégiale est érigée en prieuré de chanoines réguliers par Algare, évêque de Coutances et Saint-Lô. Dans la seconde moitié du Xe siècle, Hugues de Coutances agrandit l'église. La « tour de Coutances », dont les fondations sont retrouvées lors des fouilles de 1993, semble dater de cette époque.
L'église Saint-Lô était partagée entre le prieuré (chœur) et la paroisse (nef). En 1309, des différends opposent les religieux et les paroissiens. En 1316, la « Tour de Coutances » est foudroyée et entraîne de nombreux dégâts sur l'église. En 1344, un mur sépare les 2 espaces. En 1346, Guillaume Le Bourg, prieur de Saint-Lô, lance la construction d'une nouvelle église. À ce moment, les deux églises sont quasiment séparées. La « tour de Coutances » est reconstruite en 1362.
Vers 1440, l'ensemble des bâtiments conventuels et de l'église menacent ruine, à la suite du siège de 1418-1419. L'église est reconstruite au milieu du XVe siècle, et consacrée par l'archevêque-cardinal Guillaume d'Estouteville en 1455. Agrandie en 1483, elle est à nouveau consacrée en 1533. En 1562, les Huguenots pillèrent et brûlèrent le prieuré.
Le logis prieural a abrité de 1580 à 1591 la première Chambre des comptes de Normandie, érigée par le roi Henri III.
Au début du XVIIe siècle, le prieuré se trouve au bord de la ruine. La « tour de Coutances » s'écroule en 1634. Le 3 août 1639, le prieuré est réformé et accueille les Génovéfains. Le prieur de Saint-Lô possède alors l'autorité sur son prieuré, mais aussi sur l'Hôtel-Dieu.
Le prieuré est supprimé en 1791. Il est réquisitionné pour abriter une prison. De 1793 à 1794, l'église est utilisée comme temple protestant. L'église prieurale et paroissiale est transformée en 1795 en fabrique de salpêtre, l'« Atelier de la Montagne ». Elle s'écroule le 3 décembre 1798. Trop vétuste, la prison est démolie après 1822.
En 1829, une École normale d'instituteurs y est installée, confiée aux Frères des Écoles chrétiennes jusqu'en avril 1880. En 1886, une école primaire supérieure et professionnelle lui succède.
Aujourd'hui, en grande partie occupé par le lycée Camille-Saint-Saëns, il reste du prieuré le portail gothique de l'église prieurale.

## Les armes du prieuré
d'or, à un léopard de gueules, et un chef endenté d'azur, chargé de trois fleurs de lys d'or, et de deux demi-deniers d'or.

## Liste des prieurs
- Osbert, venu de l'abbaye de Sainte-Barbe-en-Auge.
- Robert[5]
- Adam 1205-1219
- Nicolas 1219-1221
- Jean
- Jean de Fécamp
- Richard des Osprais -1256, moine de Saint-Wandrille.
- Robert Piron
- Samson
- Radulphe du Mesnil 1290-
- Robert 1300-1307
- Barthélémy
- Nicolas de Veules -1339
- Thomas -1354
- Jean de la Croix
- Richard de Caumont -1393, évêque de Coutances.
- Guillaume Le Bourg 1411-1455
- Guillaume Le Moine 1455-1483
- Simon Le Cordier 1483-1483
- Robert Le Gras 1483-1502
- Nicolas de la Place -1515
- Pierre Aubert 1515-1520[6]
- Nicolas Ler 1520-1536
- Pompilio d'Elmino 1536-, 1er prieur commendataire.
- Charles Tiercelin 1567-1589, prieur des Deux-Amants.
  - Claude de Franqueville 1569-1570, élu par la communauté
  - Roland du Boc 1589-1590, sous-prieur élu par la communauté, il se retire au profit d'Antoine Le Jeune.
- Antoine Le Jeune 1589-
  - Léonard Lozey (ou de Lozen) 1590-1594. Le procès pour déterminer à qui reviendrait la charge de prieur donna faveur à Antoine Le Jeune.
- Henri Clausse de Fleury, évêque et comte de Chalons-en-Champagne, Pair de France.
- Louis-Marie-Armand de Simiasmes de Gordes 1640-1675[7], évêque de Langres.
- François-Timoléon de Choisy 1675-
- Nicolas Brice 1679-1704
- Pierre-Jules-César de Rochechouart 1724-

## Evènements liés au prieuré et à la paroisse de Saint-Lô

### Baptêmes
- 1368 : Baptême. Jean II Restout (1692-1768), fils de Jean Ier Restout, peintre à Rouen, et de Marie-Madeleine Jouvenet, né le 26 mars 1692, baptisé le surlendemain, 28 mars 1692, avec pour parrain Jean Jouvenet dit le Grand, son oncle maternel

### Inhumations
- Gilbert de Rouen († avant 990), évêque
- François de Marsillac († 1543), président de la Cour des Aides de Paris, premier président du Parlement de Rouen (1528), ancien ambassadeur à Gênes, décédé le 13 septembre 1543
- Marie-Madeleine Jouvenet († 1698), épouse de Jean Ier Restout, décédée le 28 octobre 1698 inhumée le lendemain
- Jean Ier Restout († 1702), peintre natif de Caen établi à Rouen, décédé le 21 octobre 1703 et inhumé dans « la chapelle de la ville » de l'église Saint-Lô en présence de Jean II Restout, son fils

## Sources bibliographiques
- François Lemoine et Jacques Tanguy, Rouen aux 100 clochers : Dictionnaire des églises et chapelles de Rouen (avant 1789), Rouen, PTC, 2004, 200 p. (ISBN 2-906258-84-9, OCLC 496646300, lire en ligne), p. 60-62, 119-120
- François Farin, Histoire de la ville de Rouen, volume 2, Louis du Souillet, Rouen, 1731, p. 3-16